# Houston County (Minnesota)
Das Houston County ist ein County im US-amerikanischen Bundesstaat Minnesota. Im Jahr 2020 hatte das County 18.843 Einwohner und eine Bevölkerungsdichte von 13 Einwohnern pro Quadratkilometer. Der Verwaltungssitz (County Seat) ist Caledonia.

## Geografie
Das County liegt im äußersten Südosten von Minnesota. Es grenzt im Süden an Iowa und im Osten an Wisconsin, wobei der Mississippi die natürliche Grenze bildet. Das County hat eine Fläche von 1473 Quadratkilometern, wovon 27 Quadratkilometer Wasserfläche sind. Der aus westlicher Richtung kommende Root River mündet im Osten des Countys in den Mississippi. An das Houston County grenzen folgende Nachbarcountys:
|                          | Winona County           | La Crosse County (Wisconsin) |
| Fillmore County          |                         | Vernon County (Wisconsin)    |
| Winneshiek County (Iowa) | Allamakee County (Iowa) |                              |

## Geschichte

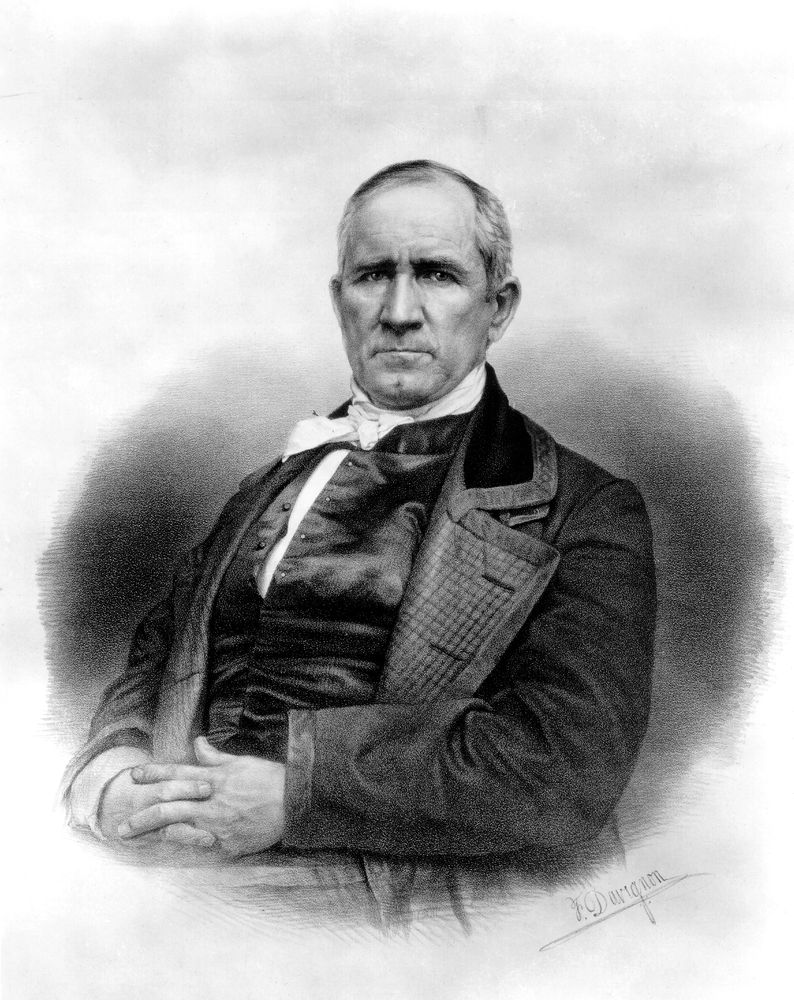
S. Houston

Das Houston County wurde am 4. April 1854 aus Teilen des Fillmore County gebildet. Benannt wurde es nach Sam Houston (1793–1863), einem US-amerikanischen Politiker und General, der als Schlüsselfigur in der Geschichte des Bundesstaates Texas gilt. Nach ihm wurde auch Houston, die viertgrößte Stadt der Vereinigten Staaten, benannt.

15 Bauwerke und Stätten des Countys sind im National Register of Historic Places eingetragen (Stand 29. Januar 2018).

## Demografische Daten

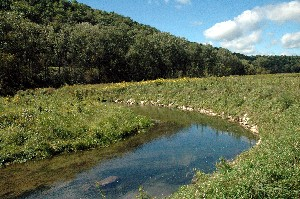
Der Waterloo Creek

Nach der Volkszählung im Jahr 2010 lebten im Houston County 19.027 Menschen in 7810 Haushalten. Die Bevölkerungsdichte betrug 13,2 Einwohner pro Quadratkilometer. In den 7810 Haushalten lebten statistisch je 2,4 Personen.
Ethnisch betrachtet setzte sich die Bevölkerung zusammen aus 97,5 Prozent Weißen, 0,6 Prozent Afroamerikanern, 0,2 Prozent amerikanischen Ureinwohnern, 0,5 Prozent Asiaten sowie aus anderen ethnischen Gruppen; 1,2 Prozent stammten von zwei oder mehr Ethnien ab. Unabhängig von der ethnischen Zugehörigkeit waren 0,8 Prozent der Bevölkerung spanischer oder lateinamerikanischer Abstammung.
22,4 Prozent der Bevölkerung waren unter 18 Jahre alt, 60,2 Prozent waren zwischen 18 und 64 und 17,4 Prozent waren 65 Jahre oder älter. 50,2 Prozent der Bevölkerung war weiblich.

Das jährliche Durchschnittseinkommen eines Haushalts lag bei 53.017 USD. Das Pro-Kopf-Einkommen betrug 25.791 USD. 9,0 Prozent der Einwohner lebten unterhalb der Armutsgrenze.

## Ortschaften im Houston County
Citys
| - Brownsville - Caledonia - Eitzen - Hokah | - Houston - La Crescent1 - Spring Grove |

Unincorporated Communities
| - Bee - Black Hammer - Freeburg - Jefferson | - Money Creek - Pine Creek1 - Reno - River Junction | - Willington Grove - Wilmington - Yucatan |

1 – teilweise im Winona County

## Gliederung
Das Houston County ist neben den sieben Citys in 17 Townships eingeteilt:
| Township               | Einwohner (2010) | FIPS     |
| ---------------------- | ---------------- | -------- |
| Black Hammer Township  | 245              | 27-06292 |
| Brownsville Township   | 445              | 27-08236 |
| Caledonia Township     | 641              | 27-09244 |
| Crooked Creek Township | 285              | 27-13816 |
| Hokah Township         | 497              | 27-29528 |
| Houston Township       | 396              | 27-30248 |
| Jefferson Township     | 129              | 27-31814 |
| La Crescent Township   | 1446             | 27-33884 |
| Mayville Township      | 409              | 27-41228 |

| Township               | Einwohner (2010) | FIPS     |
| ---------------------- | ---------------- | -------- |
| Money Creek Township   | 597              | 27-43648 |
| Mound Prairie Township | 606              | 27-44512 |
| Sheldon Township       | 266              | 27-59494 |
| Spring Grove Township  | 402              | 27-61870 |
| Union Township         | 370              | 27-66208 |
| Wilmington Township    | 434              | 27-70564 |
| Winnebago Township     | 240              | 27-70960 |
| Yucatan Township       | 323              | 27-72166 |